# مصباح ليلي

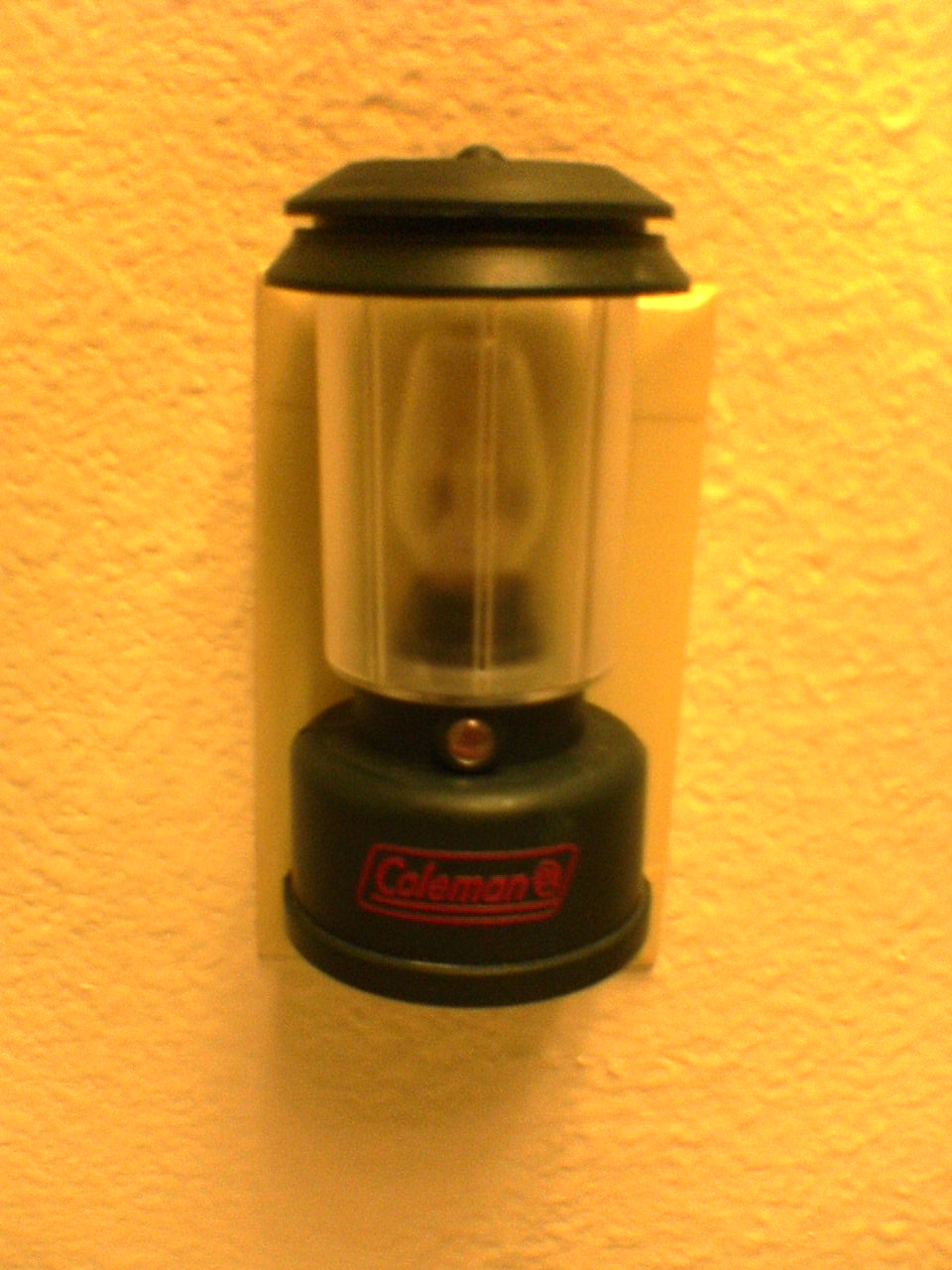
ضوء ليلي متوهج على طراز فانوس كولمان

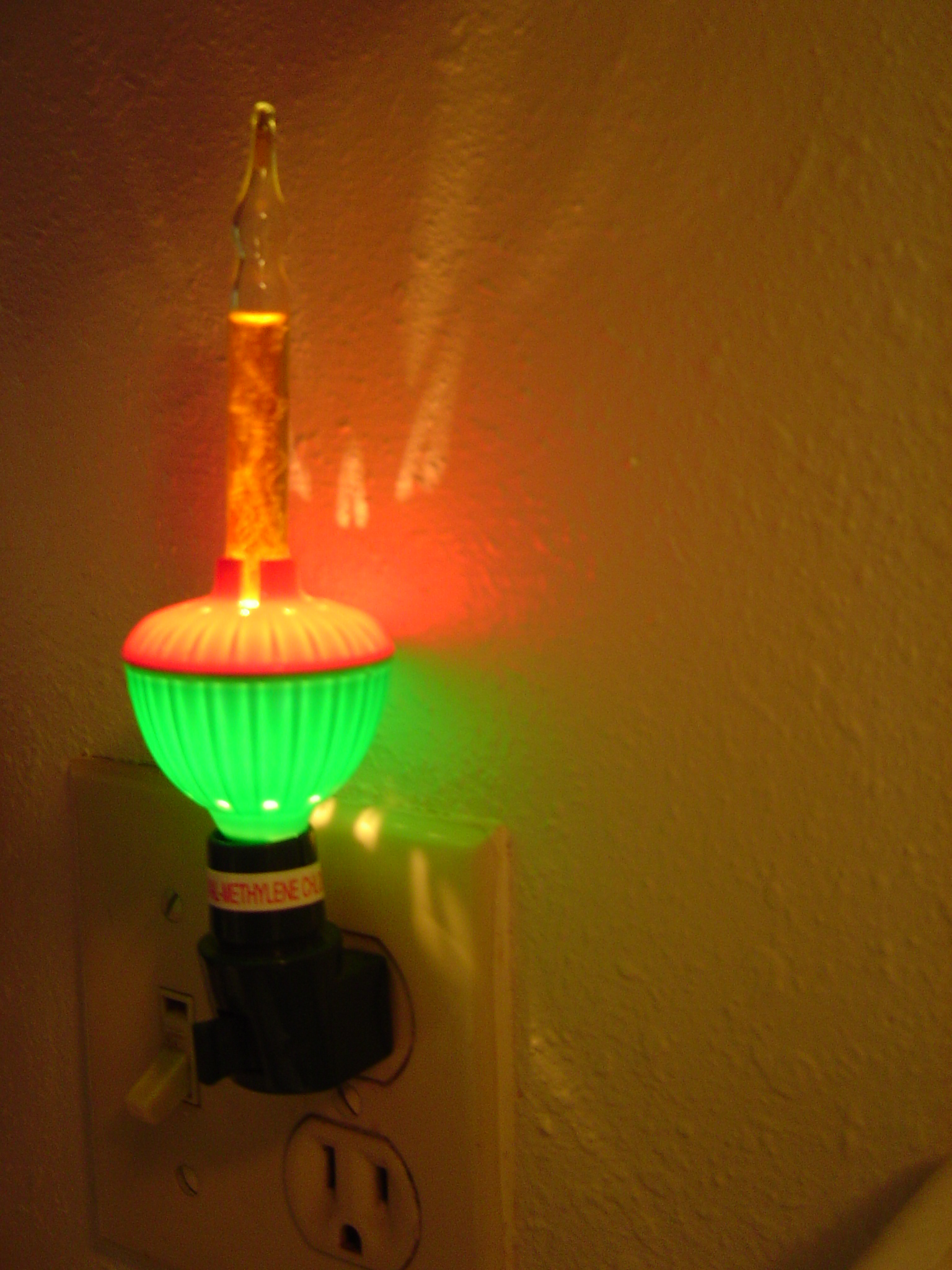
ضوء الفقاعة التزييني يستخدم كضوء ليلي

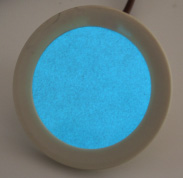
الاضواء الليلية الكهربائية المتوهجة تستخدم القليل من الطاقة الكهربائية

السَّاهرة أو الوامضة أو المصباح السهاري أو المصباح الليلي أو الونَّاسة هو مصباح صغير، وعادة ما يكون كهربائي، وضعت للراحة أو للتسهيل في المناطق المظلمة أو المناطق التي قد تصبح مظلمة في أوقات معينة، مثلا في وقت الليل أو في حالات الطوارئ. شموع صغيرة تحترق لفترة طويلة تلبي وظيفة مماثلة تعرف باسم «النور».

## الاستخدامات والثقافات
عادة ما يستخدم الناس الساهرات للشعور بالأمان الذي يوفره وجود الضوء، أو للتخفيف من الخوف من الظلام، خاصة عند الأطفال الصغار. تعد الساهرات مفيدة أيضًا لعامة الناس من خلال الكشف عن التصميم العام للغرفة دون الحاجة إلى تشغيل ضوء رئيسي، أو لتجنب التعثر فوق السلالم أو العوائق أو الحيوانات الأليفة، أو لتحديد مخرج الطوارئ. غالبًا ما تستخدم علامات الخروج التريتيوم في شكل جهاز تتبع. عادةً ما يضع أصحاب المنازل ساهرات في الحمامات والمطابخ والممرات لتجنب تشغيل وحدة الإضاءة الرئيسية، خاصةً في وقت متأخر من الليل، والتسبب في تأقلم عيونهم مع الضوء الأكثر سطوعاً.
يحمل بعض هواة السفر ساهرات صغيرة للتركيب المؤقت في غرف الضيوف والحمام لتجنب التعثر أو السقوط في بيئة ليلية غير مألوفة. أوصى علماء الشيخوخة باستخدام الأضواء الليلية لمنع السقوط الذي قد يهدد حياة كبار السن.
سمحت التكلفة المنخفضة للأضواء الليلية بانتشار تصاميم تزيينية مختلفة، بعضها يتميز بتصاميم الأبطال خارقين وتصميمات خيالية، بينما يتميز البعض الآخر بالبساطة الأساسية لقرص مضيء صغير.

## مصدر الضوء والمتغيرات
تستخدم الساهرات الكهربائية المبكرة مصابيح متوهجة صغيرة أو مصابيح نيون صغيرة لتوفير الضوء، وكانت أكثر أمانًا من الشموع الصغيرة التي تستخدم لهبًا مكشوفاً. تستهلك إصدارات النيون الطاقة بشكل قليل جداً ولديها عمر طويل، ولكن تميل إلى الوميض على نحو متقطع (تذكرنا بالشمعة)، وهو ما أحبه بعض المستخدمين ووجده البعض مزعجًا. في الستينيات، ظهرت أضواء ليلية صغيرة تتميز بلوحة مضيئة بالكهرباء منخفضة الطاقة تنبعث منها ضوء أخضر أو أزرق رقيقة؛ ويوجد أضواء مماثلة لا تزال متاحة اليوم.
تشمل بعض الساهرات على خلية ضوئية، والتي تمكنها من إيقاف تشغيلها عندما يكون الضوء المحيط ساطعًا بدرجة كافية. تتميز التصميمات الأخرى أيضًا بمستشعر الأشعة تحت الحمراء المدمج لاكتشاف الحركة، ولا يتم تشغيله إلا عندما يمر شخص ما في الظلام. مع توفر مصابيح LED منخفضة التكلفة، أصبحت العديد من المتغيرات المختلفة متاحة، والتي تتميز بألوان مختلفة، وأحيانًا تتغير تلقائيًا أو بطريقة يمكن للمستخدم التحكم فيها.

## مخاطر السلامة
أبلغت لجنة سلامة المنتجات الاستهلاكية الأمريكية، أو UCPSC ، أنها تتلقى حوالي 10 تقارير سنويًا حيث تم الاستشهاد بالأضواء الليلية القريبة من المواد القابلة للاشتعال كمسؤولة عن الحرائق؛ يوصون باستخدام الساهرات مع المصابيح الأكثر برودة من المصابيح المتوهجة ذات الأربعة أو السبعة وات التي لا تزال مستخدمة في بعض المنتجات القديمة.

## القضايا الصحية المحتملة والفوائد
أشارت دراسة أجرتها جامعة بنسلفانيا إلى أن النوم مع الضوء أو مع ضوء الليل كان مرتبطًا بزيادة معدل الإصابة بقصر النظر لدى الأطفال. ومع ذلك، تناقضت دراسة لاحقة في جامعة ولاية أوهايو مع الاستنتاج السابق. تم نشر الدراستين في مجلة نيتشر .
أشارت دراسة أخرى إلى أن النوم مع الضوء قد يحمي عيون مرضى السكر من اعتلال الشبكية، وهي حالة يمكن أن تؤدي إلى العمى. ومع ذلك، فإن الدراسة الأولية لا تزال غير حاسمة.
يقول البعض إن حالة الضوء المثالية أثناء النوم هي الظلام الدامس. إذا تم استخدام ضوء ليلي داخل منطقة النوم، فمن المستحسن اختيار ضوء ضارب إلى الحمرة خافت لتقليل التأثيرات المدمرة على دورات النوم. بالإضافة إلى ذلك، قد تكون الأضواء الليلية مفيدة في أماكن أخرى غير مناطق النوم، مثل الممرات أو الحمامات أو المطابخ، للسماح بالقيام بجولات في وقت متأخر من الليل دون تشغيل الإضاءة الكاملة، مع الحفاظ على بيئة نوم مظلمة.